# Derewyny (przystanek kolejowy)
Derewyny (ukr. Деревини) – przystanek kolejowy w pobliżu miejscowości Derewyny, w rejonie czernihowskim, w obwodzie czernihowskim, na Ukrainie. Położony jest na linii Bachmacz - Homel.
Jest to ostatni ukraiński punkt zatrzymywania się pociągów na tej linii. Przystanek położony jest ok. 300 m w linii prostej (2,7 km wzdłuż toru) od granicy z Białorusią.